# Erich Kempka
Erich Kempka, född 16 september 1910 i Oberhausen, Rhenprovinsen, Preussen, Kejsardömet Tyskland, död 24 januari 1975 i Freiberg am Neckar, Baden-Württemberg, Västtyskland, var Adolf Hitlers personlige chaufför från 1936 till 1945. Han uppnådde tjänstegraden SS-Obersturmbannführer.

## Biografi
Kempka utbildade sig till elektromekaniker och arbetade som mekaniker för motortillverkaren DKW. Han anslöt sig till NSDAP och SS den 1 april 1930 och arbetade därefter som chaufför åt Josef Terboven, Gauleiter i partidistriktet Essen. Kempka överfördes i februari 1932 till Hitlers personliga livvaktsstyrka, SS-Begleitkommando, som Hitlers andrechaufför. Tillsammans med bland andra Franz Schädle utgjorde Kempka de åtta ursprungliga medlemmarna av livvaktsstyrkan. Hitlers förstechaufför, Julius Schreck, avled hastigt i maj 1936 och Kempka blev då förstechaufför och tillika chef för Rikskansliets fordonspark.
Kempka ombesörjde tillsammans med Hitlers personlige adjutant Otto Günsche och Hitlers personlige betjänt Heinz Linge brännandet av Hitlers och Eva Brauns lik efter deras gemensamma självmord i Führerbunkern den 30 april 1945. Enligt Kempka var det förutom han själv fem personer som bevittnade eldbegängelsen: Otto Günsche, Heinz Linge, Joseph Goebbels, Martin Bormann och Ludwig Stumpfegger. Kempka deltog i det stora utbrytningsförsöket från rikskansliets underjordiska bunker natten till den 2 maj 1945 och lyckades så småningom nå Berchtesgaden i Bayern. Han arresterades av amerikanska armén den 20 juni 1945 och hölls i fängsligt förvar till den 9 oktober 1947.
Under Nürnbergprocessen kallades Kempka som försvarsvittne för den in absentia åtalade Martin Bormann. Den 3 juli 1946 vittnade Kempka om hur han natten till den 2 maj 1945 hade sett Bormann gå bredvid en stridsvagn, då denna träffades av artillerield i närheten av Weidendammer Brücke. Kempka antog, att Bormann dödades vid explosionen.
Kempka levde senare i München och på andra platser i Västtyskland fram till sin död 1975.

## Populärkultur
I filmen Undergången från 2004 spelas Erich Kempka av den tyske skådespelaren Jürgen Tonkel.